# Виртуальная реклама
Виртуальная реклама — реклама, размещаемая в телеэфире без прерывания трансляции. В основе виртуальной рекламы лежат цифровые технологии, позволяющие интегрировать аудиовизуальное сообщение, отсутствующее физически в студии, в программный телеэфир.
То, что рекламируемый продукт размещается непосредственно во время трансляции телевизионной программы, не прерывая её, является отличием этого вида рекламы от стандартной теле- или радиорекламы. Тем самым смягчается эффект раздражения зрителей и возрастает просматриваемость рекламы, поскольку интеграция может быть выполнена в виде анимированных и статичных трехмерных или двухмерных персонажей, объектов и логотипов. Технологии позволяют внедрить виртуальную рекламу как в прямой эфир, так и в заранее отснятый.
материал на этапе пост-продакшн.
Виртуальная реклама размещается исключительно в телепрограммах. Таким образом, вероятность того, что зритель на момент показа виртуальной рекламы отвлечется от экрана, минимальна. Оборудование, используемое при виртуальной рекламе, позволяет обрабатывать сигнал из любой точки на планете в режиме прямого эфира.

## Терминологические ошибки
Часто «виртуальной рекламой» называют интернет-рекламу из-за того, что она размещается в интернете, который также называют виртуальным пространством. Это неверно, так как виртуальность подразумевает (часто улучшенную) идентичность реальности, тогда как интернет-реклама, как правило, легко визуально идентифицируется как таковая.
Иногда, особенно в США, где сильна культура комиксов, «виртуальной рекламой» называют рекламу с использованием персонажей комиксов и связанной с ними культуры (как правило, образов суперменов). Правильное название этого явления — «использование виртуальных персонажей в рекламе».